# 八千代公共育成牧場
座標: 北緯42度44分14.9秒 東経142度58分19.8秒 / 北緯42.737472度 東経142.972167度八千代公共育成牧場（やちよこうきょういくせいぼくじょう）は、北海道帯広市にある公営牧場。略称は八千代牧場（やちよぼくじょう）である。
指定管理者は、株式会社帯広市農業振興公社。管理主体は帯広市農業技術センター（帯広市農務部営農課）。
毎年6月ごろに「八千代牧場まつり」が開催される。

## 沿革
- 1975年 - 国営草地開発事業により事業着手[1]
- 1982年 - 完成[1]

## 牧場概要

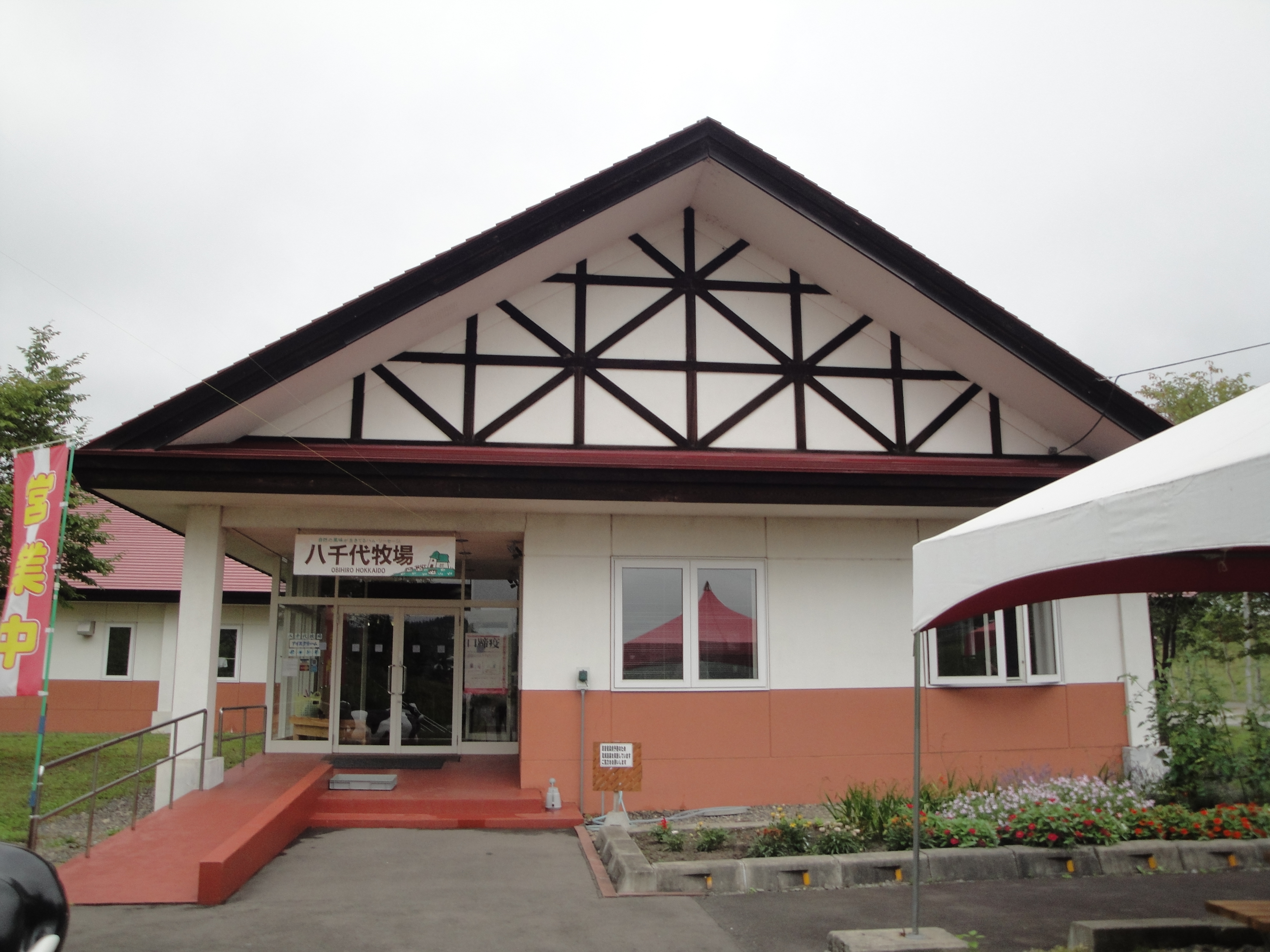
帯広市畜産加工研修センター

- 所在地 - 北海道帯広市八千代町西4線187-1
- 総面積 - 975.7ha
- 草地面積 - 742.6ha
- 主な家畜
  - 乳牛：夏期約1,550頭、冬期約600頭
  - 馬：約70頭
- 帯広市畜産研修センター（カウベルハウス）
  - 羊毛加工体験
  - レストラン
  - 研修室・宿泊室
- 帯広市畜産物加工研修センター
  - ハム・ソーセージ・アイスクリームの製造・販売
  - ソーセージ・チーズの加工研修